# Бівен Докерті
Бівен Докерті  (англ. Bevan Docherty, 29 березня 1977) — новозеландський тріатлоніст, олімпійський медаліст.

## Виступи на Олімпіадах
| Олімпіада  | Дисципліна            | Місце |
| ---------- | --------------------- | ----- |
| Афіни 2004 | олімпійська дистанція | 2     |
| Пекін 2008 | олімпійська дистанція | 3     |
| Пекін 2012 | олімпійська дистанція | 12    |